# Edificio de viviendas en la calle Doctor Palomar, 16, 18, 22 de Zaragoza
El edificio de viviendas de la calle Doctor Palomar, 16, 18, 22 de Zaragoza es conocido como Casas de los Sitios por los impactos de las baterías francesas en el ángulo con la calle del Pozo producidos en la defensa del Barrio de San Agustín durante los Sitios de la ciudad por los franceses.
Casa de arquitectura tradicional, construcción seriada y composición de fachada simétrica en conjunto con una clara intencionalidad estética, edificada en los últimos años del siglo XVII. Forma parte de un conjunto de casas singular por sus características formales y grado de conservación tipológica.
Forma parte de los BIC de la provincia de Zaragoza.
Fue declarado BIC el 1 de octubre de 1977 con el identificador RI-51-0010953.

## Características
Su construcción se produce en los últimos años del siglo XVII. Es una edificación de viviendas seriada sin solución de continuidad en sus fachadas y que, salvo pequeñas modificaciones decimonónicas, conservan su interesante y definida tipología, con una composición conjunta de fachada de carácter simétrico y clara posracionalidad estética.
Fue objeto de reformas en 1890. Por encargo del propietario de la misma Constancio Muñoz, el maestro de obras Antonio Miranda proyectaba las obra de rasgado y abalconado de los dos vanos de la planta principal, y rasgado y sustitución de reja por otra de balcón sin vuelo y cierre superior practicable en la planta baja.
Está edificada sobre parcela prácticamente rectangular y patio en la parte posterior.
Consta de sótano y dos plantas: bajo, primera y ático.
Se remata en alero.
La fachada es de ladrillo visto zaboyado con llagas marcadas, utilizándose en la planta ático el aparejo de ladrillo a tizón característico del siglo XVII. Los vanos son los originales, algunos rasgados y abalconados en el siglo XIX; los dinteles de ladrillo a sardinel o la combinación dintel arco de descarga con clave y salmeres unidos, revela la situación y luz original de los vanos.
En la planta baja se abre a la izquierda la portada, en simetría con la primera casa (número 16): es en arco carpanel con rosca de ladrillo a sardinel e intradós de perfil curvo ejecutado con ladrillo aplantillado, decorándose sus jambas con impostas molduradas y baquetón componiendo una suerte de capitel toscano. Junto a este se sitúa un pequeño vano. Bajo la ventana de la planta baja se abre la lumbrera del sótano.
En la planta ático el mirador es de arquillos de medio punto trasdosados, algunos cegados y otros rasgados y abalconados, con ornamentación de un bocel y listel en la línea de impostas y de forjados.
Remata la fachada el alero original de tabla sobre cañuelos con el vuelo recortado.

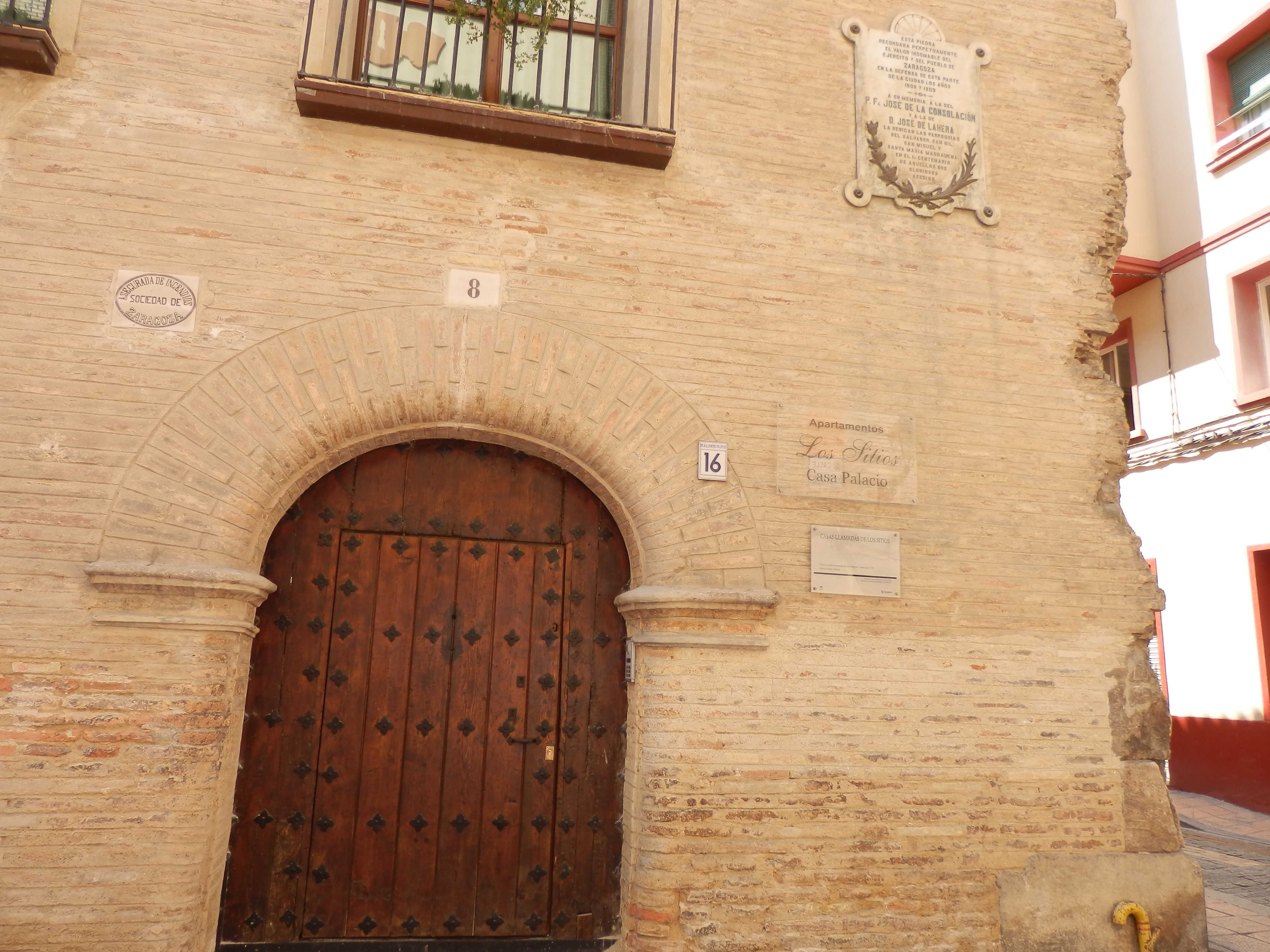
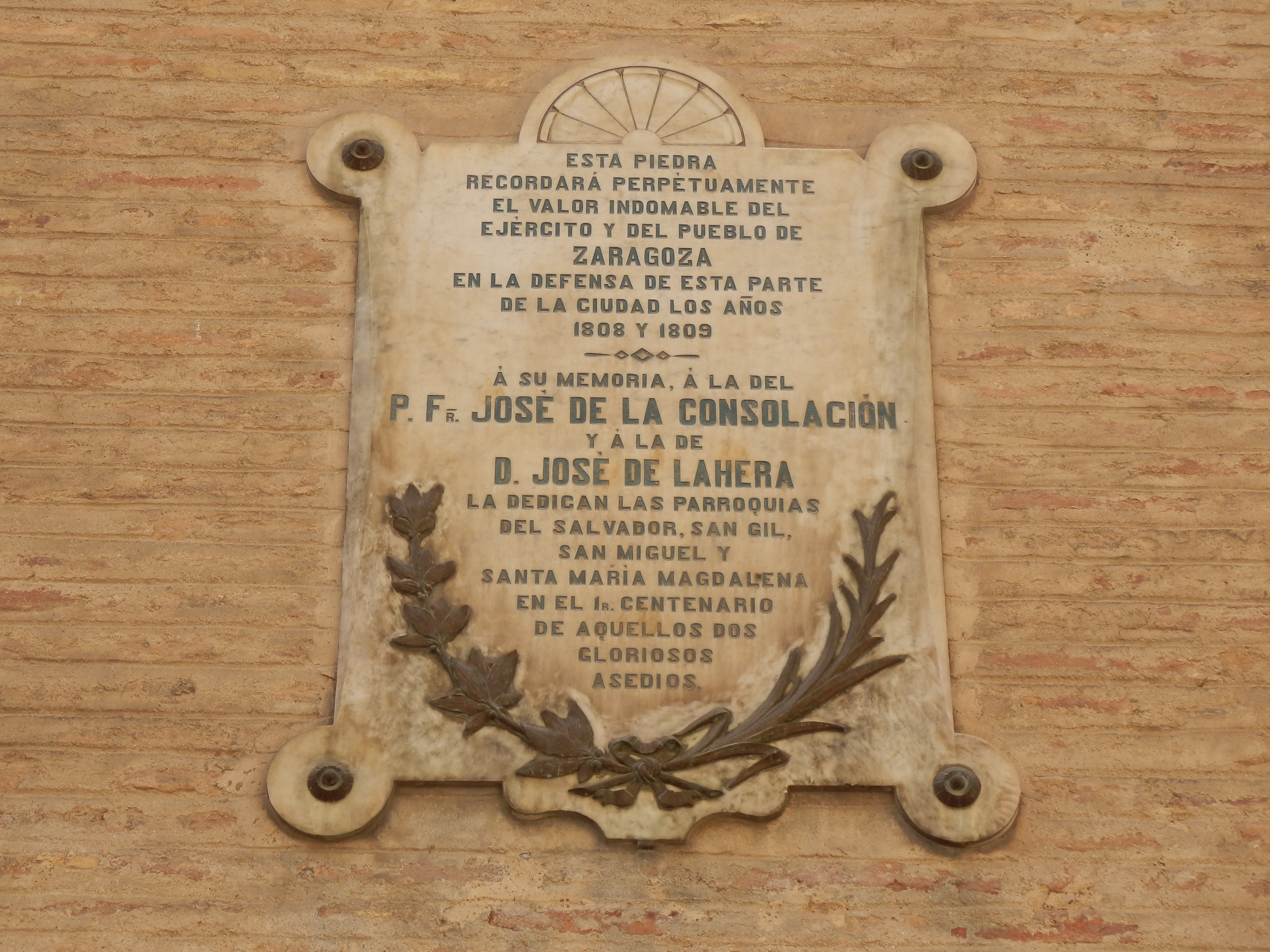
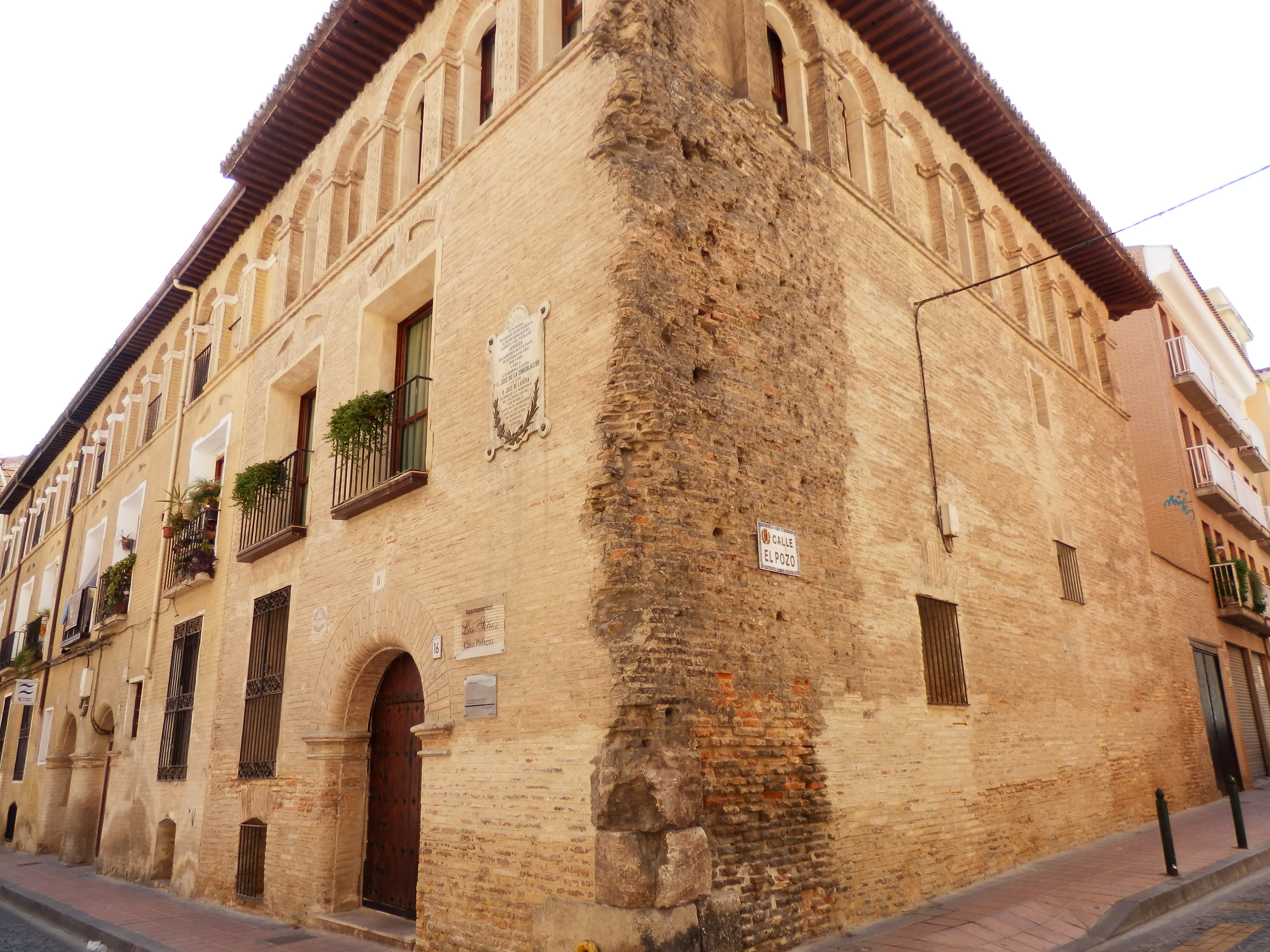
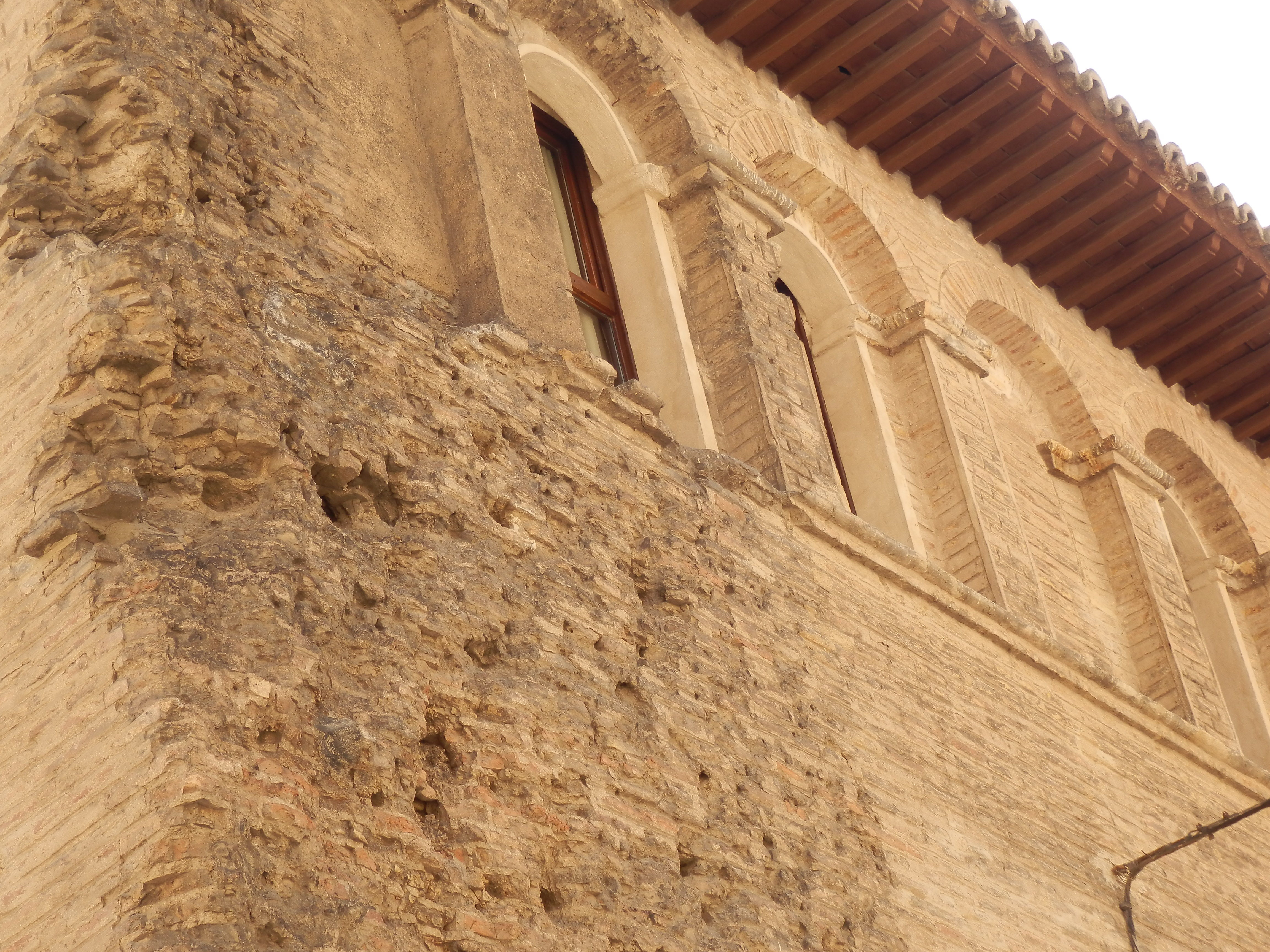
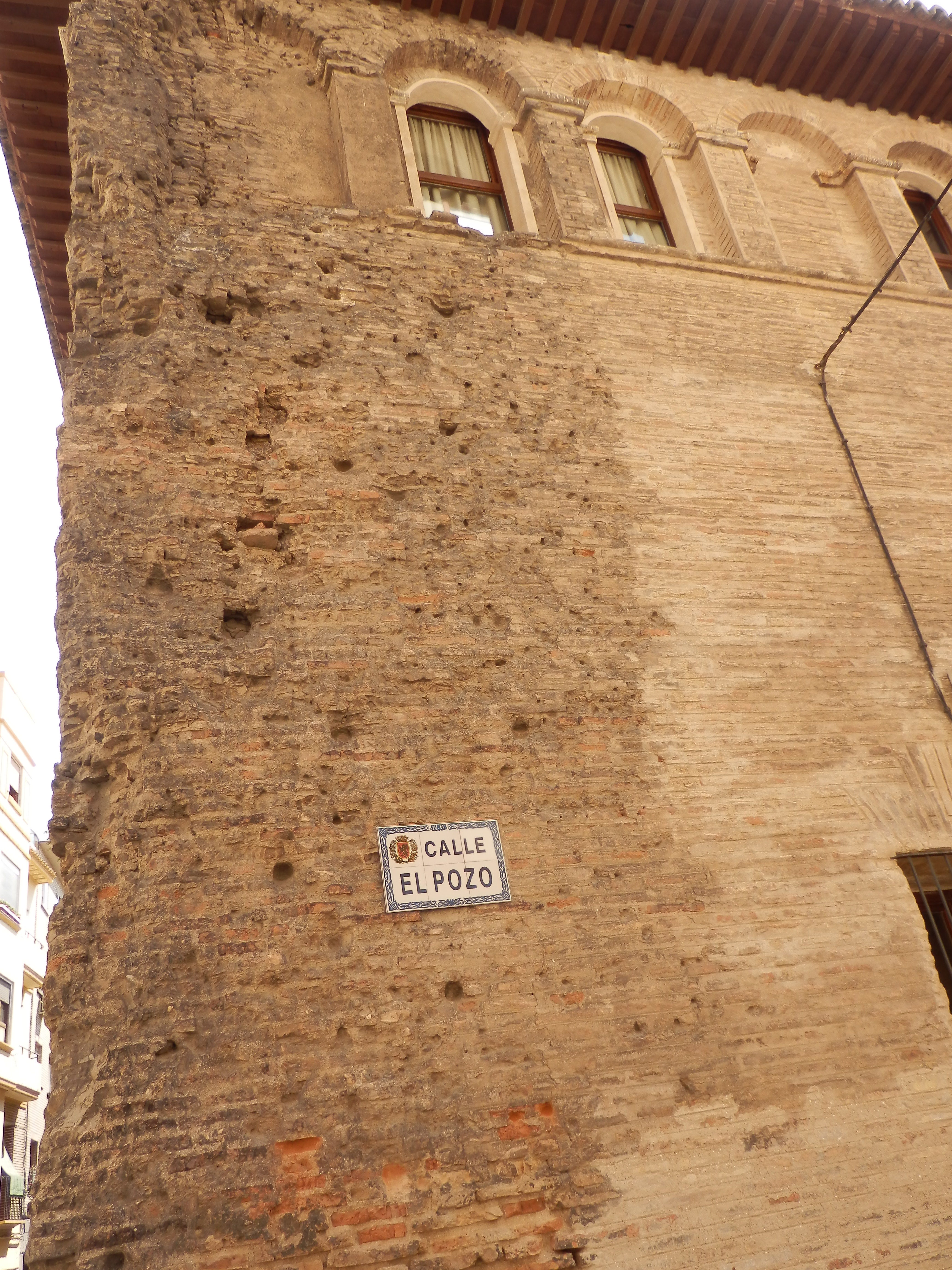
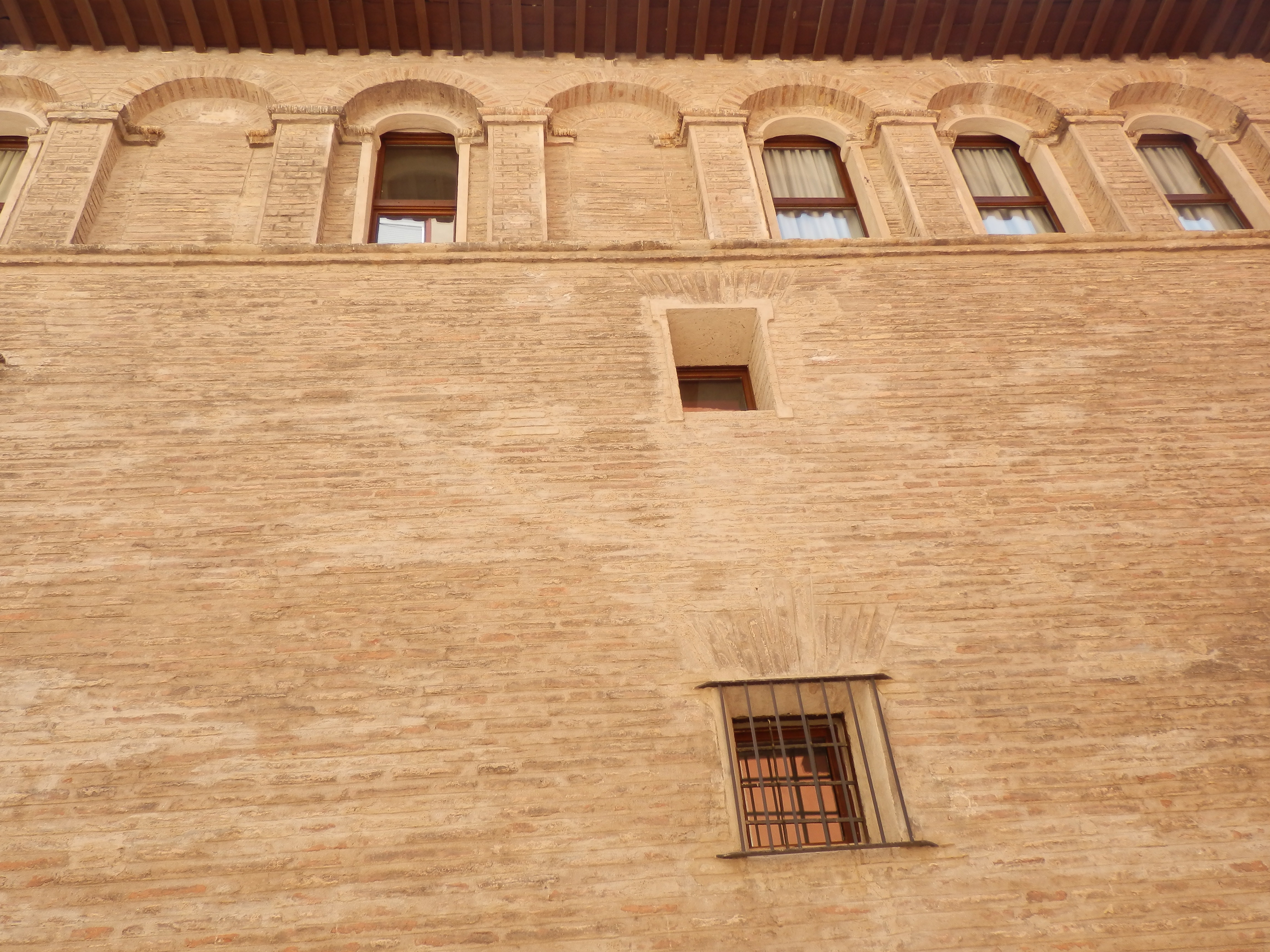